# Fehérhasú lármásmadár
A fehérhasú lármásmadár (Corythaixoides leucogaster) a madarak osztályának turákóalakúak (Musophagiformes) rendjébe, ezen belül a turákófélék (Musophagidae) családjába tartozó faj. Korábban a család többi tagjával együtt a kakukkalakúakkal rokonították.

## Előfordulása
Afrika keleti részén, Etiópia, Kenya, Szomália, Szudán, Tanzánia és Uganda területén honos. Bozótosok, erdők lakója.

## Megjelenése
Átlagos testhossza 50 centiméter. Felálló bóbitája, erős kampós csőre van. Farka hosszú és keskeny, hasa fehér.

## Életmódja
Gyümölcsökkel, virágokkal és magvakkal táplálkozik. Csapatokban, hangoskodva közlekedik.

## Szaporodása
Tövises fákra rakja fészkét.